# گیتا باسرا
گیتا باسرا (به انگلیسی: Geeta Basra)(زاده ۱۳ مارس ۱۹۸۴) بازیگر هندی است.
از فیلم‌هایی که وی در آن نقش داشته‌است می‌توان به دل دادیم، شوهر دست دوم و قطار اشاره کرد.